# Агент США
Агент США (англ. U.S. Agent; настоящее имя — Джон Уокер (англ. John Walker)) — персонаж Marvel Comics. Впервые появился в Captain America #323 (ноябрь 1986) как Супер-Патриот (англ. Super-Patriot). Позже стал Капитаном Америкой (англ. Captain America), а несколько лет спустя — Агентом США.
Уайатт Рассел играет Джона Уокера в сериале «Сокол и Зимний солдат» (2021) и фильме «Громовержцы*» (2025), входящих в Кинематографическую вселенную Marvel.

## Критика и наследие
Николас Рэймонд из Screen Rant отмечал, что «Агент США обладает высокими навыками рукопашного боя, что в сочетании с его сверхсилой делает его чрезвычайно опасным противником практически для любого героя или злодея». Дэвид Харт из Comic Book Resources рассматривал отличия между Капитаном Америкой и Агентом США; он писал, что Джон Уокер был более жестоким Капитаном Америкой, нежели Стив Роджерс. «Его жестокость и готовность убивать заставили Роджерса снова стать Капитаном Америкой. Несмотря на то, что взгляд Кэпа на убийство изменился за последние годы, он не мог одобрить убийцу в роли Капитана Америки, особенно нераскаявшегося» — подчеркнул журналист. В 2012 году персонаж занял 29 место в списке «50 лучших Мстителей» по версии IGN.